# مذبحة الحوطة (2015)
مذبحة الحوطة 2015 في 20 مارس 2015 قام مسلحون يعتقد بانتمائهم لتنظيم القاعدة بقتل 20 ضابط وجندي يمني في مدينة الحوطة بمحافظة لحج. وتشهد محافظة لحج فراغاً أمنياً كبيراً، بعد انسحاب الأمن منها، حيث طالت عمليات النهب عدداً من البنوك والمعسكرات التي سلمت لهم دون مقاومة. وتأتي المذبحة بعد ورود تقارير عن فرار المئات من معتقلي تنظيم "القاعدة"، من السجن المركزي بعدن، أثناء معركة عدن.
وفي نفس اليوم شهدت صنعاء تفجيرات انتحارية استهدفت مسجدين يرتادهما الحوثيون، وقتل في التفجيرات ما لا يقل عن 160 شخصاً بينهم المرتضى المحطوري ومئات المصابين. وأجلت أمريكا نحو 100 جندي في 21 مارس كانوا متواجدين في قاعدة العند الجوية بمحافظة لحج.